# Бојан Поповић
Бојан Поповић (Београд, 13. фебруар 1983) је бивши српски кошаркаш. Играо је на позицији плејмејкера.

## Клупска каријера
Поповић је своју каријеру започео у ФМП Железнику у сезони 2001/02. Са њима је остао до 2005. године и за то време је освојио два Купа Радивоја Кораћа 2003. и 2005. и једну Јадранску лигу 2004.
У лето 2005. је прешао у московски Динамо. Са Динамом је провео две сезоне и освојио УЛЕБ куп у сезони 2005/06.
За сезону 2007/08. је потписао уговор са Уникахом, а наредну сезону је провео такође у Шпанији али у екипи Сан Себастијана. У јулу 2009. је потписао уговор са литванским Лијетувос ритасом. Захваљујући добрим партијама заслужио је награду за најкориснијег играча Евролиге у октобру. Међутим, због неуспеха клуба да се пласира у другу рунду Евролиге, уговор са Поповићем је раскинут у циљу смањења трошкова, па је у јануару 2010. Поповић прешао у Ефес Пилсен.
Крајем августа 2010. потписао је уговор са београдским Партизаном. Ипак након мање од месец дана проведених на припремама, уговор је раскинут јер се играч није уклопио у концепцију тима. Након тога је сезону провео у шпанским клубовима Севиљи и Аликантеу.
У октобру 2011. потписао је уговор са Црвеном звездом за сезону 2011/12. Након пола године без клуба Поповић је у јануару 2013. потписао уговор са бугарским Лукоил Академиком до краја сезоне. У јануару 2014. је потписао са румунском екипом Асесофт Плоешти и са њима остао до краја сезоне и освојио првенство Румуније. У фебруару 2015. је постао члан пољског Трефл Сопота, и са њима провео остатак сезоне.

## Репрезентација
Тим ФМП-а је представљао универзитетску репрезентацију Србије и Црне Горе на Летњој универзијади 2003. у Даегуу у Јужној Кореји, где је Поповић освојио златну медаљу.
Учествовао је на Светском првенству 2006. на ком је репрезентација СЦГ испала у осмини финала.
Са репрезентацијом Србије освојио је сребрну медаљу на Европском првенству 2009.

## Успеси

### Клупски
- ФМП:
  - Јадранска лига (1) : 2003/04.
  - Куп Радивоја Кораћа (2) : 2003, 2005.
- Динамо Москва:
  - УЛЕБ куп (1): 2005/06.
- Лукојл академик:
  - Првенство Бугарске (1): 2012/13.
- Асесофт Плоешти:
  - Првенство Румуније (1): 2013/14.

### Појединачни
- Најкориснији играч месеца Евролиге (1): октобар 2010.

### Репрезентативни
- Универзијада:  2003.
- Европско првенство:  2009.